# Endoprothèse
Une endoprothèse  est une prothèse interne à l'organisme par opposition aux exo-prothèses. Elle rentre donc dans la catégorie des dispositifs médicaux (DM) et plus particulièrement des dispositifs médicaux implantables (DMI).

Aujourd'hui, ce terme est abusivement confondu avec « stent ».

« Tantale servit aux Dieux les membres de son fils Pélops. Les Dieux indignés ressuscitèrent Pélops. Une épaule déjà mangée par Déméter fut remplacée par une articulation d’ivoire. »

— Ovide, Métamorphoses, livre VI, vers 410-415
. Ce fut probablement la première endoprothèse de l'histoire !

## Différentes catégories d'endoprothèses

### Orthopédie
- Prothèse totale de hanche ;
- prothèse du genou ;
- prothèses articulaires en général ;
- prothèse de disque lombaire.

### Chirurgie cardiovasculaire
- Bioprothèse valvulaire ;
- remplacement de parties de vaisseaux lésés par des vaisseaux de substitution en dacron ou en polytétrafluoroéthylène[1].

### Cardiologie interventionnelle
- Stents.

### Otorhinolaryngologie
- Implant cochléaire ;
- implants d'oreille moyenne

### Odontologie et chirurgie maxillofaciale
- Implants dentaires.

### Gastro-entérologie
- Endoprothèse œsophagienne[2].
- endoprothèse biliaire.

### Urologie
- Endoprothèse urétérale.

### Chirurgie réparatrice et plastique
- Prothèses mammaires, etc.